# 1997年跨境灭火行动

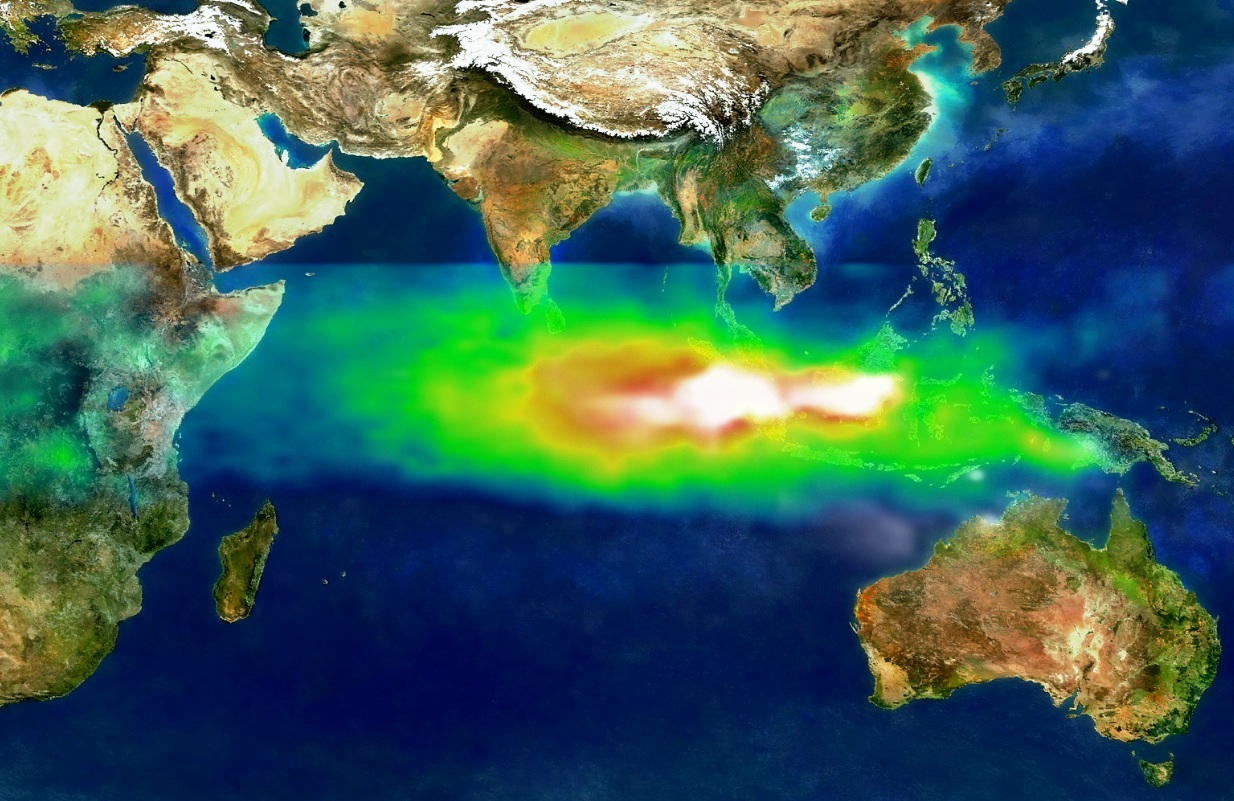
1997年10月东南亚的空气污染

针对1997年印尼森林大火的跨境灭火行动（英語：Operation Haze）是历史上规模最大的跨境灭火，涉及马来西亚消防队员前往印尼协助扑灭导致东南亚严重雾霾的大型火灾。

## 历史
雾霾首次在1983年4月开始对马来西亚人的日常生活造成了相当大的干扰。一开始雾霾的原因尚不确定，这导致人们猜测是来自火山爆发的悬浮灰烬微粒、大规模森林火灾的悬浮烟雾微粒、邻国的开放式农业燃烧，以及本地的农业燃烧导致了雾霾的发生。这种干扰再次发生在1990年8月、1991年6月至10月。自1992年后，几乎每年都会发生雾霾，主要在8月、9月和10月。雾霾的影响在1997年达到顶峰，当时已确定雾霾的原因是印尼南苏门答腊、加里曼丹以及一些其他岛屿上的森林和种植园火灾，导致该年8月至11月期间的天空因污染而持续昏暗。

### 影响

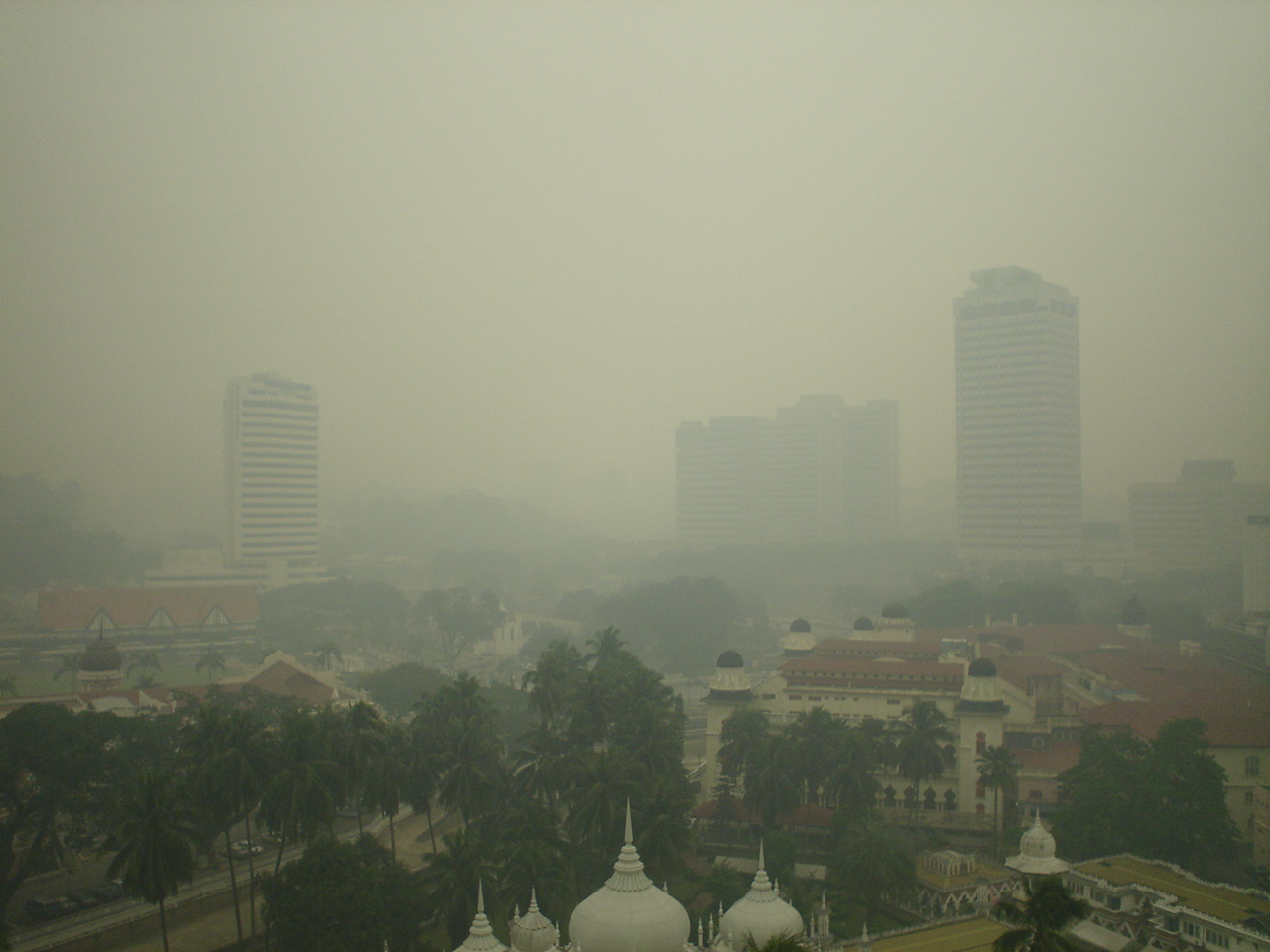
吉隆坡上空的雾霾

到了1997年9月，印尼的森林火灾已经失控和蔓延。据估计，火灾发生的地区相当于400万个足球场的大小，甚至在太空中都能看到。印尼的森林火灾产生了有毒的黄色烟雾，笼罩了东南亚大片地区，甚至延伸至澳大利亚北部。这些烟雾导致了被称为1997年东南亚雾霾的空气质量灾难。数百万人被迫戴上口罩，也有数百人因空气污染而死亡。
雾霾的影响导致马来西亚的空气污染指数飙升至危险水平。在砂拉越州，这些指数达到了历史最高水平。仅仅在六天内，就有1万人因雾霾相关问题而寻求治疗。时任砂拉越首席部长泰益玛目被迫宣布该州进入紧急状态，关闭了全州的学校、政府办公室以及许多商店，包括建筑业和工业也陷入停滞。据估计，1997年8月至10月期间，雾霾对马来西亚造成的损失达8.02亿令吉（约3.21亿美元），国内生产总值下降了0.30%。
雾霾甚至影响了马来西亚首都吉隆坡瓜拉冷岳发电厂的燃气轮机的产量。有假设认为，在没有雾霾的时期，氧气水平足够，燃气轮机的燃烧可以达到完美或接近完美的状态。然而，在发生雾霾的时期，空气中的氧气含量较少，影响了燃烧过程，使其无法达到最佳状态。

## 马来西亚政府的行动
时任马来西亚首相马哈迪·莫哈末竭尽全力寻找解决方案。马来西亚消防与拯救局的负责人提出了一个计划，即派遣一支马来西亚消防队前往印尼。
名为“Operation Haze”的行动成为历史上最大规模的跨境灭火行动。马来西亚消防队员与横扫苏门答腊和加里曼丹的大火进行了绝望的斗争，面对了不可逾越的障碍。在大规模森林和土地火灾的高峰期，1997年8月火点数量达到了37,938个。外表看似健康的树木因根部被烧毁而倒下。泥炭火灾带来了最严重的风险，因为消防队员可能会掉入地下深处燃烧的火坑。
他们面对了一系列巨大问题，从缺乏正确的装备和没有水源用于灭火，到在泥炭地深处确定火源的问题。最终，在25天的时间里，他们成功地与雾霾进行了斗争，使天空的能见度恢复了。同时，得益于季风雨的帮助，雾霾威胁终于结束了。

## 后续
为了防止雾霾再次发生，东南亚国家联盟（东盟）于1998年通过了区域雾霾行动计划（RHAP），批准了建立早期预警系统的必要性，通过改善管理政策和执法来预防森林火灾和由此产生的雾霾，例如采用火灾危险评级系统（FDRS）。
此外，马来西亚和印尼签署了一项灾难合作与援助协议。该协议由马来西亚国家灾难管理机构主席兼新闻部长莫哈末拉末代表马来西亚政府签署，印度尼西亚人民福利协调部部长兼国家灾难管理协调委员会主席阿兹瓦尔·阿纳斯（Azwar Anas）代表印尼政府签署。